# Julia (The Beatles)
Julia è un brano dei Beatles contenuto nell'album The Beatles (meglio noto come White Album o Album Bianco).
Non solo fu scritta esclusivamente da John Lennon, con un contributo al testo di Yōko Ono, ma è anche l'unico brano nella storia dei Beatles completamente realizzato solo da lui. In questa ballata dedicata alla madre, Julia Stanley, morta quando egli aveva solo 17 anni, inserì anche un riferimento a Yōko Ono, ormai da mesi diventata la sua compagna. Ocean child è infatti la traduzione inglese del suo nome.

## Il brano

### Origine e storia
La prima stesura della canzone, avvenuta in India, fu rielaborata in Inghilterra con l'aiuto, secondo quanto dichiarato dallo stesso autore in un'intervista, dalla stessa Yoko. Esiste altresì un chiaro riferimento letterario, la raccolta del poeta Kahlil Gibran (1883-1931) intitolata Sand and Foam ("Sabbia e schiuma"). Oltre a prenderne quasi integralmente uno degli aforismi, «Half of what I say is meaningless; but I say it so that the other side may reach you» ("Metà di quel che dico non ha senso ma lo dico perché l'altra metà possa giungere a te"), Julia aderisce all'atmosfera rarefatta del libro e alla tendenza di Gibran alla sintesi nell'evocare immagini poetiche.
Si tratta di uno dei testi più intimi e toccanti di Lennon. Forse fu proprio per questo motivo che si decise a registrare la canzone solo a conclusione delle session del White Album, il 13 ottobre 1968.
La figura della madre perduta in giovane età sarà sempre un riferimento importante e costante durante la carriera di Lennon, infatti le dedicherà altre canzoni, come la celeberrima Mother sul suo primo album da solista John Lennon/Plastic Ono Band del 1970 e, sempre sullo stesso album,  My Mummy's Dead.

## Formazione
- John Lennon - voce, chitarra